# 清原地區市民中心前停留場
清原地區市民中心前停留場（日语：／ Kiyohara Chiku Shimin sentā-mae teiryūjō */?）是隸屬於宇都宮輕軌的鐵路車站，座落於栃木縣宇都宮市，車站編號為11。本站鄰近清原中央公園，也是宇都宮清原球場和清原體育館的所在地

## 月台配置
本站採用島式月台設計，有別於平石停留場、Green Stadium前停留場或兩端的終點站，本站雖採用島式月台，但並非用作區間車或總站的功能。是在現時行車班次模式下，採用右側上落的兩個車站之一（另一個為樫之森公園前停留場）。
出入口採用無障礙斜度設計。設有長約30米、全上蓋式的側式月台，月台上各自裝設了供現金客利用的整理劵機及可摺式候車座椅。
| 月台 | 路線              | 方向 | 目的地                                   | 備註 |
| ---- | ----------------- | ---- | ---------------------------------------- | ---- |
| 1    | ■宇都宮芳賀輕軌線 | 下行 | Green Stadium前、芳賀·高根澤工業團地方向 |      |
| 2    | ■宇都宮芳賀輕軌線 | 上行 | 平石、宇都宮站東口方向                   |      |

## 歷史
- 2021年4月23日：公佈站名[3]。
- 2023年8月26日：正式營運[1][2]。

## 相鄰車站
宇都宮輕軌
■宇都宮芳賀輕軌線
快速（下行）、普通
清陵高校前 (10) — 清原地區市民中心前 (11) — Green Stadium前 (12)

## 外部連結
- 宇都宮輕軌清原地區市民中心前停留場網頁 （页面存档备份，存于）